# Schofield, Wisconsin
Schofield là một thành phố thuộc quận Marathon, tiểu bang Wisconsin, Hoa Kỳ. Năm 2000, dân số của thành phố này là 2117 người.